# Stade Victor Boucquey
A Stade Victor Boucquey Franciaországban, Lille-ben található. 1944-ben a stadion nevét Stade Henri-Jooris-ra változtatták. A többrendeltetésű stadiont legtöbbször labdarúgó mérkőzések rendezésére használják. 
A létesítmény nézőterének befogadó képessége 15 000 fő. Az 1938-as labdarúgó-világbajnokságon a Magyarország és Svájc közötti mérkőzésnek adott otthont.